# Chronologie (Jean-Michel Jarre)
A Chronologie (Kronológia, Időrend) Jean-Michel Jarre 1993-ban megjelent nagylemeze.
Hangzásban és hangszerelésben, részben visszatért az analóg hangszerekhez.
A lemez létrejöttéért, köszönetet mond Stephen Hawking professzornak az Az idő rövid története című könyvéért, amely inspirálta őt a lemez létrehozásában.
A Chronologie 2, Chronologie 6, de főleg a Chronologie 4 számokból, több maxilemez született.

## Számlista
1. Chronologie Part 1 – 10:51
2. Chronologie Part 2 – 6:05
3. Chronologie Part 3 – 3:59
4. Chronologie Part 4 – 3:59
5. Chronologie Part 5 – 5:34
6. Chronologie Part 6 – 3:45
7. Chronologie Part 7 – 2:17
8. Chronologie Part 8 – 5:33